# Temporada do Club Atlético Peñarol de 2011–12
O Club Atlético Peñarol em 2011–12 irá participar de duas competições: Campeonato Uruguaio e Copa Libertadores.

## Fatos marcantes

### Transferências

#### Entradas
Em 2011, Adrián Gunino retornou ao futebol uruguaio, atuando pelo Peñarol.
Em 19 de agosto de 2011, o Palermo confirmou o empréstimo de João Pedro ao Peñarol.
Em maio de 2011, Marcelo Zalayeta firmou contrato com o Peñarol para começar a jogar a partir de junho de 2011.

#### Saídas
Em 2011, Sebastián Sosa foi um dos principais jogadores do Peñarol na Copa Libertadores da América de 2011, onde conquistou o vice-campeonato. No mesmo ano, acerta sua ida ao Boca Juniors.
Em 15 de julho de 2011, Antonio Pacheco deixa o Peñarol.
Após a perda da Copa Libertadores de 2011, Diego Alonso anuncia seu retiro do futebol.
Em julho de 2011, Alejandro Martinuccio assinou um pré-contrato com o Palmeiras. Porém, dias depois, acabou acertando com o Fluminense, numa transferência que gerou muita polêmica. O Fluminense vai deter 50% dos direitos federativos do atleta. Por isso, o clube pagou cerca de 1 milhão de dólares (R$ 1,6 milhões).
Na temporada 2011-12, Juan Manuel Olivera recebeu uma oferta do Al-Wasl de Dubai que joga o Campeonato Emiratense sob a supervisão do lendário Diego Armando Maradona. Ele aceitou a oferta.

## Elenco atual
- Atualizado em 16 de junho de 2012.[8]

Legenda
- : Capitão

## Comissão técnica
- Atualizado em 16 de junho de 2012.

## Transferências

### Apertura
| Entradas          |      |                       |        |
| Jogador           | Pos. | Clube anterior        | Ref.   |
| Adrián Gunino     | LD   | Toulouse              | [ 9 ]  |
| Bruno Montelongo  | LD   | River Plate           | [ 10 ] |
| Nicolás Amodio    | M    | Napoli                | [ 11 ] |
| Walter López      | M    | Universitatea Craiova | [ 12 ] |
| João Pedro        | M    | Palermo               | [ 13 ] |
| Sebastián Rosano  | M    | Wanderers             | [ 14 ] |
| Jorge Zambrana    | M    | River Plate           | [ 15 ] |
| Cristian Palacios | A    | Central Español       | [ 16 ] |
| Maximiliano Pérez | A    | Fénix                 | [ 11 ] |
| Jonathan Ramis    | A    | Nanchang Hengyuan     | [ 16 ] |
| Santiago Silva    | A    | Danubio               | [ 17 ] |
| Marcelo Zalayeta  | A    | Kayserispor           | [ 18 ] |

| Saídas                 |      |                      |        |
| Jogador                | Pos. | Clube de destino     | Ref.   |
| Sebastián Sosa         | G    | Boca Juniors         | [ 19 ] |
| Álvaro Márquez         | Z    | Rentistas            | [ 20 ] |
| Guillermo Rodríguez    | Z    | Cesena               | [ 21 ] |
| Luís Aguiar            | M    | Dínamo Moscou        | [ 22 ] |
| Gonzalo Camargo        | M    | Rentistas            | [ 20 ] |
| Heber Collazo          | M    | Rentistas            | [ 23 ] |
| Mathías Corujo         | V    | Wanderers            | [ 24 ] |
| Nicolás Domingo        | V    | River Plate          | [ 12 ] |
| Matías Mier            | M    | Universidad Católica | [ 25 ] |
| Antonio Pacheco        |      | Wanderers            | [ 26 ] |
| Jonathan Urretavizcaya | M    | Benfica              | [ 27 ] |
| Diego Alonso           | A    | Aposentado           | [ 28 ] |
| Fabián Estoyanoff      | A    | Panionios            | [ 27 ] |
| Alejandro Martinuccio  | A    | Fluminense           | [ 25 ] |
| Juan Manuel Olivera    | A    | Al-Wasl              | [ 29 ] |
| Jonathan Ramis         | A    | Bella Vista          | [ 20 ] |

Legenda
| - : Jogadores que retornam de empréstimo | - : Jogadores emprestados |

### Clausura
| Entradas          |      |                |        |
| Jogador           | Pos. | Clube anterior | Ref.   |
| Danilo Lerda      | G    | Fénix          | [ 30 ] |
| Juan Álvez        | Z    | Liverpool      | [ 31 ] |
| Marcelo Silva     | Z    | Almería        | [ 32 ] |
| Luís Aguiar       | M    | Sporting       | [ 33 ] |
| Marcel Novick     | V    | Rampla Juniors | [ 34 ] |
| Fabián Estoyanoff | A    | Panionios      | [ 35 ] |
| Rodrigo Mora      | A    | Benfica        | [ 36 ] |

| Saídas            |      |                  |        |
| Jogador           | Pos. | Clube de destino | Ref.   |
| Gerardo Alcoba    | Z    | Colón            | [ 37 ] |
| Adrián Gunino     | LD   | Fénix            | [ 38 ] |
| Walter López      | M    | Cerro Porteño    | [ 39 ] |
| Edison Torres     | V    | Liverpool        | [ 40 ] |
| Mauro Guevgeozián | A    | Fénix            | [ 41 ] |
| Cristian Palacios | A    | Atlético Tucumán | [ 42 ] |
| Rodrigo Pastorini | A    | Racing           | [ 43 ] |

Legenda
| - : Jogadores que retornam de empréstimo | - : Jogadores emprestados |

## Competições

### Campeonato Uruguaio
Fase de grupos
Torneio Apertura
| Classificação | Classificação | Classificação | Classificação | Classificação | Classificação | Classificação | Classificação | Classificação | Classificação |
| Pos           | Time          | PG            | J             | V             | E             | D             | GP            | GS            | SG            |
| ------------- | ------------- | ------------- | ------------- | ------------- | ------------- | ------------- | ------------- | ------------- | ------------- |
| 3             | Peñarol       | 30            | 15            | 9             | 3             | 3             | 30            | 12            | +18           |

Última atualização em 16 de junho de 2012.
Torneio Clausura
| Classificação | Classificação | Classificação | Classificação | Classificação | Classificação | Classificação | Classificação | Classificação | Classificação |
| Pos           | Time          | PG            | J             | V             | E             | D             | GP            | GS            | SG            |
| ------------- | ------------- | ------------- | ------------- | ------------- | ------------- | ------------- | ------------- | ------------- | ------------- |
| 4             | Peñarol       | 32            | 15            | 10            | 2             | 3             | 41            | 18            | +23           |

Última atualização em 16 de junho de 2012.
Tabla Acumulada
| Classificação | Classificação | Classificação | Classificação | Classificação | Classificação | Classificação | Classificação | Classificação | Classificação |
| Pos           | Time          | PG            | J             | V             | E             | D             | GP            | GS            | SG            |
| ------------- | ------------- | ------------- | ------------- | ------------- | ------------- | ------------- | ------------- | ------------- | ------------- |
| 2             | Peñarol       | 62            | 30            | 19            | 5             | 6             | 71            | 30            | +41           |

Última atualização em 16 de junho de 2012.

### Amistosos

#### Copa Bimbo
Semifinal
| 13 de Janeiro 2012 | Nacional              | 1 - 1 | Peñarol        | Estádio Centenário, Montevidéu               |
| 22:00 (UTC-3)      | Boghossian 37' (pen.) |       | Cristóforo 24' | Público: 22,000 Árbitro: URU Héctor Martínez |

|                                              |       | Penalidades                                         |  |
| Viudez Rolín Romero Núñez García Bueno López | 5 – 6 | Amodio Albín Pérez López Cristóforo González Carini |  |

Final
| 15 de Janeiro 2012 | Palestino                  | 2 - 4 | Peñarol                              | Estádio Centenário, Montevidéu |
| 22:00 (UTC-3)      | Canales 51' · Corrales 88' |       | Albín 28' 38' (pen.) · Silva 49' 63' | Árbitro: URU Liber Prudente    |

Premiação
| Copa Bimbo de 2012          |
| --------------------------- |
|                             |
| Peñarol Campeão (1º título) |

### Copa Libertadores
Segunda fase
As partidas pela segunda fase da Copa Libertadores:
Fase de grupos - Grupo 8
| Classificação | Classificação | Classificação | Classificação | Classificação | Classificação | Classificação | Classificação | Classificação | Classificação |
| Pos           | Time          | PG            | J             | V             | E             | D             | GP            | GS            | SG            |
| ------------- | ------------- | ------------- | ------------- | ------------- | ------------- | ------------- | ------------- | ------------- | ------------- |
| 4             | Peñarol       | 4             | 6             | 1             | 1             | 4             | 6             | 13            | –7            |

Última atualização em 16 de junho de 2012.
| 16 de fevereiro Ida | Godoy Cruz | 1 – 0     | Peñarol | Mendoza                                               |  |
| 21:30 (UTC-3)       | Villar 51' | Relatório |         | Estádio: Malvinas Argentinas Árbitro: BOL Raúl Orosco |  |

| 21 de fevereiro Ida | Peñarol | 0 – 4     | Atlético Nacional                        | Montevidéu                                                       |  |
| 20:15 (UTC-2)       |         | Relatório | Córdoba 20', 49' · Dorlan Pabón 64', 77' | Estádio: Centenário Público: 40,000 Árbitro: PAR Carlos Amarilla |  |

| 6 de março Ida | Peñarol     | 1 – 1     | Universidad de Chile | Montevidéu, Uruguai                         |  |
| 20:30 (UTC-2)  | Freitas 21' | Relatório | Fernandes 34'        | Estádio: Centenário Árbitro: ECU Omar Ponce |  |

| 27 de março Volta | Universidad de Chile | 2 – 1     | Peñarol    | Santiago, Chile                                        |  |
| 21:30 (UTC-3)     | Rodríguez 2', 90+1'  | Relatório | Valdez 51' | Estádio: Nacional de Chile Árbitro: BRA Leandro Vuaden |  |

| 10 de abril Volta | Atlético Nacional                                 | 3 – 0     | Peñarol | Medellín                                                  |  |
| 21:00 (UTC-5)     | Murillo 7' · Dorlan Pabón 44' · Diego Álvarez 59' | Relatório |         | Estádio: Atanasio Girardot Árbitro: BOL Joaquín Antequera |  |

| 19 de abril Volta | Peñarol                                  | 4 – 2     | Godoy Cruz                  | Montevidéu                                       |  |
| 22:00 (UTC-3)     | Zambrana 37', 73' · Mora 50' · Pérez 61' | Relatório | Sánchez 12' · Sevillano 19' | Estádio: Centenário Árbitro: BRA Ricardo Marques |  |

## Partidas oficiais disputadas
O clube disputou 36 partidas, sendo 20 vitórias, 6 empates e 10 derrotas. A equipe marcou 77 gols e sofreu 43, com saldo de 34 gols.
Última atualização em 16 de junho.
Legenda:      Vitórias —      Empates —      Derrotas —      Clássicos[a]

### Campanha
Essa é a campanha na temporada:
|               | Mandante | Visitante | Clássicos[a] | Total |
| ------------- | -------- | --------- | ------------ | ----- |
| Jogos         | 0        | 0         | 0            | 0     |
| Vitórias      | 0        | 0         | 0            | 0     |
| Empates       | 0        | 0         | 0            | 0     |
| Derrotas      | 0        | 0         | 0            | 0     |
|               |          |           |              |       |
| Gols marcados | 0        | 0         | 0            | 0     |
| Gols sofridos | 0        | 0         | 0            | 0     |
| Saldo de gols | 0        | 0         | 0            | 0     |

Última atualização em 16 de junho de 2012.

## Artilharia
A artilharia da temporada:
| 01          | Marcelo Zalayeta     | 16 | 16 | 0 | 0 |  |  |
| 02          | Jorge Zambrana       | 2  | 2  | 0 | 0 |  |  |
|             | Santiago Silva       | 2  | 0  | 2 | 0 |  |  |
|             | Emiliano Albín       | 2  | 0  | 2 | 0 |  |  |
| 03          | Maximiliano Pérez    | 1  | 0  | 0 | 1 |  |  |
|             | Rodrigo Mora         | 1  | 0  | 0 | 1 |  |  |
|             | Carlos Valdez        | 1  | 0  | 0 | 1 |  |  |
|             | Nicolás Freitas      | 1  | 0  | 0 | 1 |  |  |
|             | Sebastián Cristóforo | 1  | 0  | 1 | 0 |  |  |
|             |                      |    |    |   |   |  |  |
| Gols-contra | Gols-contra          | 0  | 0  | 0 | 0 |  |  |
| TOTAL       | TOTAL                | 27 | 18 | 5 | 4 |  |  |

Última atualização em 16 de junho de 2012.

## Cartões
Os cartões amarelos e vermelhos recebidos durante a temporada:
| #     | Futebolista | Expulso | Penalizado com cartão amarelo |
| TOTAL | TOTAL       | 0       | 0                             |
| ----- | ----------- | ------- | ----------------------------- |

Última atualização em 16 de junho de 2012.

## Público
| Competição          | Mandante | Visitante | Clássicos[a] | Total | Média |
| ------------------- | -------- | --------- | ------------ | ----- | ----- |
| Campeonato Uruguaio |          |           |              |       |       |
| Amistoso            |          |           |              |       |       |
| Copa Libertadores   |          |           |              |       |       |
| Total               |          |           |              |       | —     |
| Partidas            |          |           |              |       | —     |
| Média               |          |           |              |       | —     |

Última atualização em 16 de junho de 2012.